# رزماری موسکو
رزماری موسکو کاریکاتوریست و نویسنده ای است که در زمینه ارتباطات علمی فعالیت می‌کند. او بیشتر به خاطر کمیک علمی و طبیعی پرنده و ماه و رمان‌های گرافیکی اش در مورد طبیعت شناخته شده‌است. او همچنین یک راهنمای سفر پرفروش برای کودکان منتشر کرد.

## زندگی شخصی
موسکو در اتاوا، انتاریو بزرگ شد، جایی که با مادرش به پیاده‌روی می‌رفت و پس از بازگشت به خانه، از حیات وحشی که آنها می‌دیدند، نقاشی می‌کشید. او دارای مدرک لیسانس انسان‌شناسی از دانشگاه مک گیل و فارغ‌التحصیل برنامه طبیعت‌شناسی میدانی از دانشگاه ورمونت است. او در موقعیت‌های ارتباطی و بازاریابی در سازمان‌های غیرانتفاعی مانند Mass Audubon و National Park Service کار می‌کرد. او در خانه اش از پرندگان نگهداری می‌کند.

## نوشتن
کار موسکو در گاردین و هافینگتون پست، در برنامه رادیویی Science Friday , و توسط انجمن Audubon به نمایش درآمده است.
وب کمیک‌های اولیه او شامل تورنتو وحشی و (با ماریس ویکس) کمیک شهر وحشی است. از سال ۲۰۲۱، او وب کمیک پرنده و ماه را می‌نویسد. مجموعه‌ای از کمیک‌های او با عنوان Birding Is My Favorite Video Game در سال ۲۰۱۸ به‌صورت کتاب منتشر شد و در فهرست رمان‌های گرافیکی عالی نوجوانان ALA در سال ۲۰۱۹ گنجانده شد. او رمان گرافیکی Solar Systems: Our Place In Space را با هدف دانش‌آموزان مقطع راهنمایی منتشر کرد.
در سال ۲۰۱۸، او کتاب راهنمای اکسپلورر اطلس ابسکورا برای ماجراجوترین کودک جهان، راهنمای مصور مکان‌های کنجکاو فهرست‌شده در اطلس ابسکورا را نوشت. این کتاب پرفروش‌ترین کتاب نیویورک تایمز شد.
در سال ۲۰۲۱، او کتاب مصور پروانه‌ها زیبا هستند… ناخالص را منتشر کرد! و راهنمای جیبی برای تماشای کبوتر. او در سال ۲۰۲۲، چرا کبوترهای شهر ارزش تماشا را دارند را در نیویورک تایمز منتشر کرد.